# Auberville-la-Manuel
Auberville-la-Manuel è un comune francese di 122 abitanti situato nel dipartimento della Senna Marittima nella regione della Normandia.

## Storia

### Simboli
Lo stemma è stato adottato nel 1998 e vi è rappresentato il portale d'ingresso del locale castello d'Auberville del XVI sec.

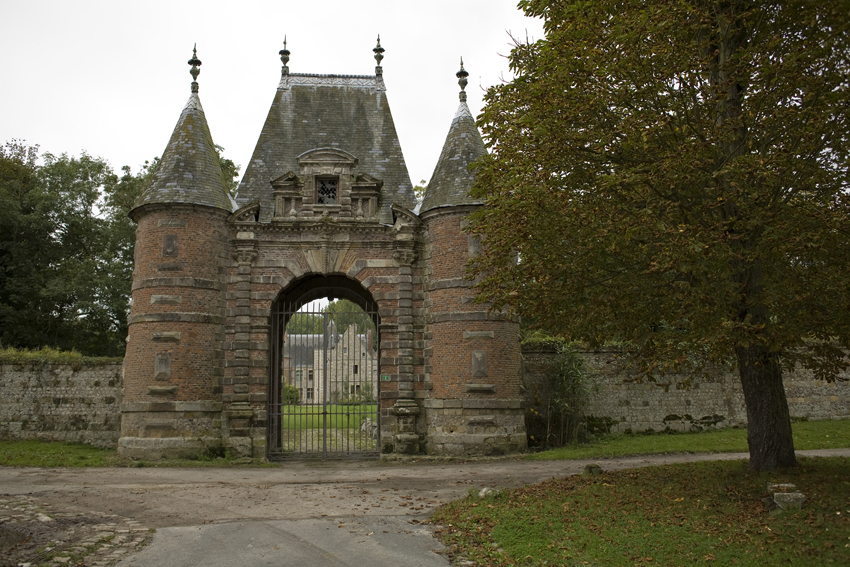
Porta d'ingresso del castello di Auberville

## Società

### Evoluzione demografica
Abitanti censiti